# Dissolution (Paolo Benvegnù)
Dissolution è il primo album live di Paolo Benvegnù, pubblicato nel 2010.

## Descrizione
Si tratta del primo disco dal vivo di Paolo Benvegnù. È stato registrato durante il concerto romano al Circolo degli Artisti, tenutosi nel dicembre 2009 con una formazione allargata e composta anche di archi e fiati.
Nel disco è presente anche il brano Io e il mio amore, che era inserito nella compilation-progetto Il paese è reale e che viene diffuso come singolo. 
Contiene inoltre una partecipazione di Manuel Agnelli (al pianoforte in Rosemary plexiglas) e una cover di Leonard Cohen.
Pubblicato a un anno di distanza dall'EP 500, il disco raccoglie il meglio della produzione di Benvegnù.

## Tracce
1. Io e il mio amore (studio)
2. La schiena
3. La distanza
4. La peste
5. Il nemico
6. Il sentimento delle cose
7. Quando passa lei
8. Suggestionabili
9. Jetsons high speed
10. È stupido
11. In dissolvenza
12. Rosemary plexiglas (feat. Manuel Agnelli)
13. Troppo poco intelligente
14. Cerchi nell'acqua
15. Catherine
16. Who by fire (studio) - cover di Leonard Cohen

## Formazione
- Paolo Benvegnù - voce e chitarre
- Andrea Franchi - batteria e organo
- Luca Baldini - basso e contrabbasso
- Guglielmo Ridolfo Gagliano - chitarre e violoncello
- Igor Cardeti - chitarre